# Melfi
Melfi es una comuna italiana de la provincia de Potenza, en la región de Basilicata. Ubicada en las faldas del monte Vulture, es la ciudad más importante de la zona.

## Historia
Los primeros asentamientos muestran que el área de Melfi ha sido habitada desde el Neolítico. Los lucanos y los daunos fueron algunos de los pueblos que se establecieron primero en su territorio. Bajo los romanos se incluye en la zona de Venusia. 
Tras la caída del Imperio romano de Occidente, Melfi comenzó a ganar importancia en la Edad Media, con la ocupación de los bizantinos y los lombardos, pero es con los normandos que la ciudad se convirtió en uno de los centros más importantes del sur de Italia.
En el año 1059, Melfi fue proclamada capital del contado de Apulia y fue la sede de cinco concilios ecuménicos entre 1059 y 1137, donde se analizó la relación diplomática entre la Iglesia y los Normandos.
Federico II Hohenstaufen eligió Melfi como residencia de verano, donde pasó su tiempo libre practicando la cetrería. En el castillo de la ciudad, el emperador proclamó las denominadas Constituciones de Melfi, código legislativo para el Reino de Sicilia, una obra fundamental de la historia del derecho.
Bajo los angevinos, Melfi comenzó un período de decadencia, aunque el castillo fue restaurado y ampliado y fue elegido como residencia de Beatriz I de Provenza, esposa de Carlos de Anjou.
Durante la guerra entre Francisco I de Francia y Carlos I de España para la conquista del Reino de Nápoles, el ejército francés dirigido por Odet de Foix y Pedro Navarro sitió la ciudad en marzo de 1528, matando a unas 3000 personas, sin ahorrar las mujeres y los niños. Después de derrotar al ejército francés, Carlos I dio a Andrea Doria el título de príncipe de Melfi, por haber luchado con éxito para su causa.
Después de la unificación de Italia, Melfi estuvo involucrado en una sangrienta guerra civil etiquetada como "brigantaggio" y fue ocupada por el ejército campesino de Carmine Crocco el 15 de abril de 1861, con el fin de restaurar el gobierno borbónico de Francisco II en Basilicata.
La ciudad fue devastada por un terremoto en 1930, y durante la Segunda Guerra Mundial fue bombardeada por las Fuerzas Aliadas en 26 de septiembre de 1943.

## Arquitectura
- Palazzo del Vescovado (palacio diócesis). Erigido en el siglo XI pero reconstruido en estilo barroca en el siglo XVII.
- Catedral de Melfi (o Duomo). Presenta rasgos de la tendencia barroca pero con las torres de campana normandas originales. El interior contiene un magnífico fresco del siglo XIII.

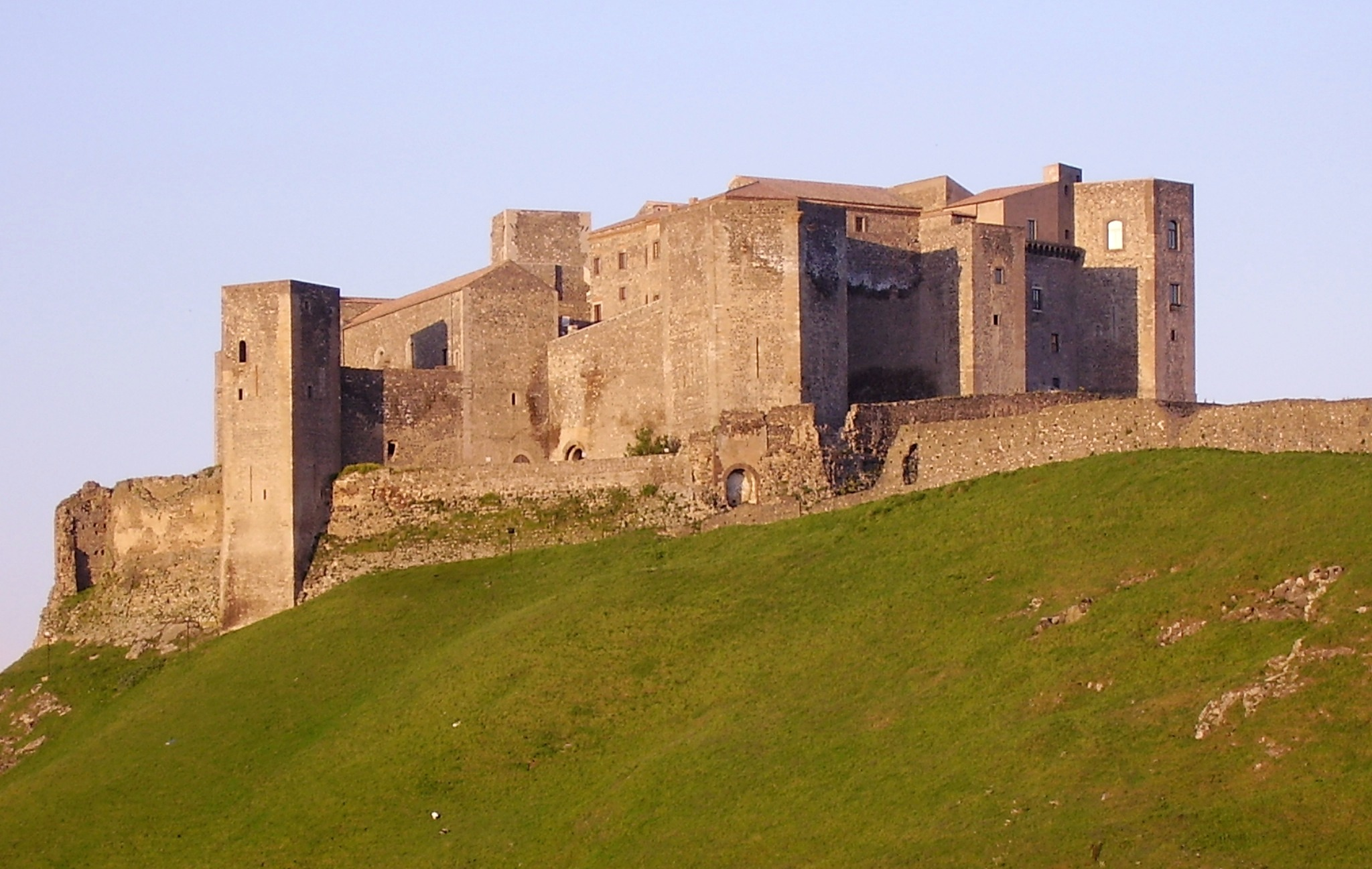
Castillo de Melfi

- Castillo de Melfi. Domina sobre la ciudad. Probablemente fue construido por los normandos (siglo XI), puesto que no hay ningún rastro de la presencia bizantina o lombarda. Originalmente, se piensa que era un simple rectángulo con torres cuadradas, y con otras torres que defendían la puerta principal. El castillo fue elegido por la esposa del rey Carlos I de Sicilia, Beatriz I de Provenza, como su residencia. Los reyes de Aragón lo dieron a la dinastía de Caracciolo, que reconstruyó los revestimientos laterales de la ciudad y cavó un foso. Más adelante, fue posesión de la Casa de Doria.

## Demografía
| Gráfica de evolución demográfica de Melfi entre 1861 y 2008 |
|                                                             |
| Fuente ISTAT - elaboración gráfica de Wikipedia             |

## Deportes

### Vuelta de Italia
Melfi fue dos veces recorrido de etapas del Giro de Italia:
- 30 de mayo de 1992: 6ª etapa adquirida por Guido Bontempi.
- 26 de mayo de 1994: 5ª etapa, adquirida por Endrio Leoni.